# Pteroidichthys
Pteroidichthys är ett släkte av fiskar. Pteroidichthys ingår i familjen Scorpaenidae.
Kladogram enligt Catalogue of Life:
| Pteroidichthys | \| \| Pteroidichthys amboinensis \| \| \| \| \| \| Pteroidichthys godfreyi \| \| \| \| |
|                | \| \| Pteroidichthys amboinensis \| \| \| \| \| \| Pteroidichthys godfreyi \| \| \| \| |
|                | Brachypterois                                                                          |
|                |                                                                                        |
|                | Dendrochirus                                                                           |
|                |                                                                                        |
|                | Ebosia                                                                                 |
|                |                                                                                        |
|                | Hoplosebastes                                                                          |
|                |                                                                                        |
|                | Idiastion                                                                              |
|                |                                                                                        |
|                | Iracundus                                                                              |
|                |                                                                                        |
|                | Neomerinthe                                                                            |
|                |                                                                                        |
|                | Neoscorpaena                                                                           |
|                |                                                                                        |
|                | Parapterois                                                                            |
|                |                                                                                        |
|                | Parascorpaena                                                                          |
|                |                                                                                        |
|                | Phenacoscorpius                                                                        |
|                |                                                                                        |
|                | Pogonoscorpius                                                                         |
|                |                                                                                        |
|                | Pontinus                                                                               |
|                |                                                                                        |
|                | Pterois                                                                                |
|                |                                                                                        |
|                | Pteropelor                                                                             |
|                |                                                                                        |
|                | Rhinopias                                                                              |
|                |                                                                                        |
|                | Scorpaena                                                                              |
|                |                                                                                        |
|                | Scorpaenodes                                                                           |
|                |                                                                                        |
|                | Scorpaenopsis                                                                          |
|                |                                                                                        |
|                | Sebastapistes                                                                          |
|                |                                                                                        |
|                | Taenianotus                                                                            |
|                |                                                                                        |
|                | Ursinoscorpaenopsis                                                                    |
|                |                                                                                        |
|                | Pteroidichthys amboinensis                                                             |
|                |                                                                                        |
|                | Pteroidichthys godfreyi                                                                |
|                |                                                                                        |

|  | Pteroidichthys amboinensis |
|  |                            |
|  | Pteroidichthys godfreyi    |
|  |                            |